# The Big Empty
Pour plus de détails, voir Fiche technique et Distribution.
The Big Empty est un film américain réalisé par Steve Anderson (en) et sorti en 2003.

## Fiche technique
- Réalisation : Steve Anderson (en)
- Scénario : Steve Anderson
- Production :  Aura Entertainment, Echo Lake Entertainment, North by Northwest Entertainment
- Lieu de tournage : Californie
- Musique : Brian Tyler
- Type :Comédie dramatique et science-fiction
- Durée : 94 minutes
- Dates de sortie : 
  - France :16 mai 2003 (Festival de Cannes)
  - États-Unis : 14 novembre 2003 (Los Angeles)
  - Allemagne :13 août 2004 (Festival de Hambourg)
  - Belgique :28 août 2009

## Distribution
- Jon Favreau : John Person
- Joey Lauren Adams : Grace
- Bud Cort : Neely
- Jon Gries : Elron
- Daryl Hannah : Stella
- Rachael Leigh Cook : Ruthie
- Adam Beach : Randy
- Brent Briscoe : Dan
- Sean Bean : Cowboy
- Kelsey Grammer : Agent Banks.
- Gary Farmer : Indian Bob
- Melora Walters : Candy

## Autour du film
Ce film ambitieux, mais à petit budget, n'a pas rencontré le succès escompté.